# Pasym (osada)
Pasym – osada w Polsce, położona w województwie warmińsko-mazurskim, w powiecie szczycieńskim, w gminie Pasym.
W latach 1975–1998 miejscowość należała administracyjnie do województwa olsztyńskiego. 